# レアンドロ・レイバス
レアンドロ・レイバス（Leandro Leivas、1988年7月6日 - ）は、メジャーリーグラグビー、トロント・アローズに所属するラグビーユニオン選手。

## プロフィール
- ウルグアイ・モンテビデオ出身[1]。
- ポジションはウィング(WTB)。
- 身長 180cm、体重 94kg
- ウルグアイ代表キャップは76（2021年2月現在）でラグビーワールドカップ2015・ラグビーワールドカップ2019のウルグアイ代表に選ばれた[2]。

## 略歴
2019年、トロント・アローズに加入。